# بحيرة واديبالي
بحيرة واديبالي هي بحيرة تقع في هانامكوندا في تيلانغانا. تعتبر البحيرة بمثابة خزان لتلبية احتياجات شعب هانامكوندا وكازيبيت

## موقع سياحي
يجري تطوير أعمال صيانة تجميل بوند البحيرة وذلك بهدف جذب السياح إلى المكان